# Gołąbek wonny

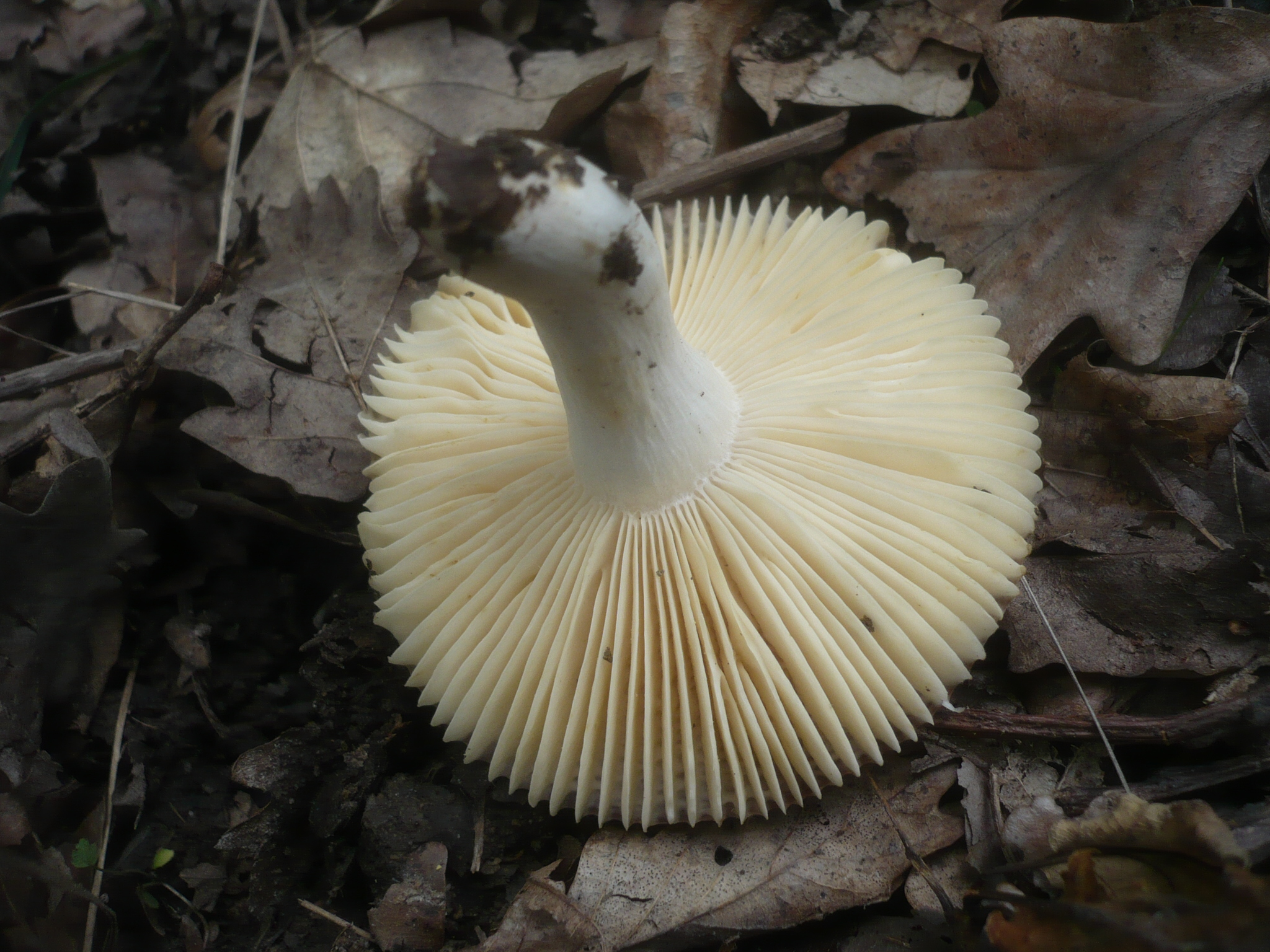

Gołąbek wonny (Russula odorata Romagn.) – gatunek grzybów należący do rodziny gołąbkowatych (Russulaceae).

## Systematyka i nazewnictwo
Pozycja w klasyfikacji według Index Fungorum: Russula, Russulaceae, Russulales, Incertae sedis, Agaricomycetes, Agaricomycotina, Basidiomycota, Fungi.
Po raz pierwszy opisał go w 1950 r. Henri Charles Louis Romagnesi we Francji i nadana przez niego nazwa naukowa jest aktualna. Synonimy:
- Russula lilacinicolor J. Blum 1952
- Russula odorata var. lilacinicolor (J. Blum) Romagn. 1967
- Russula odorata var. rutilans Sarnari 1986

Polską nazwę nadała Alina Skirgiełło w 1991 r.

## Morfologia
Kapelusz
Średnica 2,5–5 cm, cienki, kruchy, początkowo wypukły, potem płaskowypukły, na koniec z nieco wklęsłym środkiem. Brzeg tępy, zwykle krótko prążkowany. Powierzchnia winna, jasnopurpurowa, brudnoliliowa, szaroliliowa, na środku brązowowinna albo jaśniejsza, nieco oliwkowa. Skórka wilgotna, lepka, błyszcząca, dająca się zedrzeć niemal całkowicie.
Blaszki
Wolne, średniej gęstości, kruche, cienkie, w różnych miejscach rozwidlone, przy brzegu kapelusza zaokrąglone, początkowo kremowe, potem złotożółte, ze zmarszczkami.
Trzon
Wysokość 3–5 cm, grubość 0,5–1 cm, walcowaty. Powierzchnia delikatnie szorstka, biała, po dwóch dniach od zbioru miodowa.
Miąższ
Kruchy, biały, z czasem nieco żółknący. Zapach owocowy, smak łagodny, w blaszkach nieco piekący.
Wysyp zarodników
Złocisty.
Cechy mikroskopowe
Podstawki 30–50 × 10–11,5 µm. Bazydiospory 6,7–8,2 × 5,7–6,7 μm, szeroko elipsoidalne lub jajowate, pokryte z rzadka brodawkami, miejscami połączonymi grzebieniami w siateczkę o niepełnych oczkach, hilum wyraźnie widoczne. Cystydy 43–65× 6,5–11,5 μm, niemal wrzecionowate, zwykle z małym kończykiem. W epikutis duże dermatocystydy.

## Występowanie i siedlisko
Występuje w Ameryce Północnej, Europie i Azji, podano także jedno miejsce jego występowania w Ameryce Południowej. Najwięcej stanowisk podano w Europie i jest tu szeroko rozprzestrzeniony. Brak go w opracowanym w 2003 r. przez Władysława Wojewodę wykazie wielkoowocnikowych grzybów podstawkowych Polski, po raz pierwszy jego stanowiska podali B. Gierczyk i T. Ślusarczyk w 2020 r. Aktualne stanowiska podaje także internetowy atlas grzybów. Znajduje się w nim na liście gatunków zagrożonych i wartych objęcia ochroną.
Naziemny grzyb mykoryzowy występujący głównie pod dębami w lasach liściastych i mieszanych.